# Euphorbia bravoana
Euphorbia bravoana là một loài thực vật có hoa trong họ Đại kích. Loài này được Svent. mô tả khoa học đầu tiên năm 1954.

## Chú thích

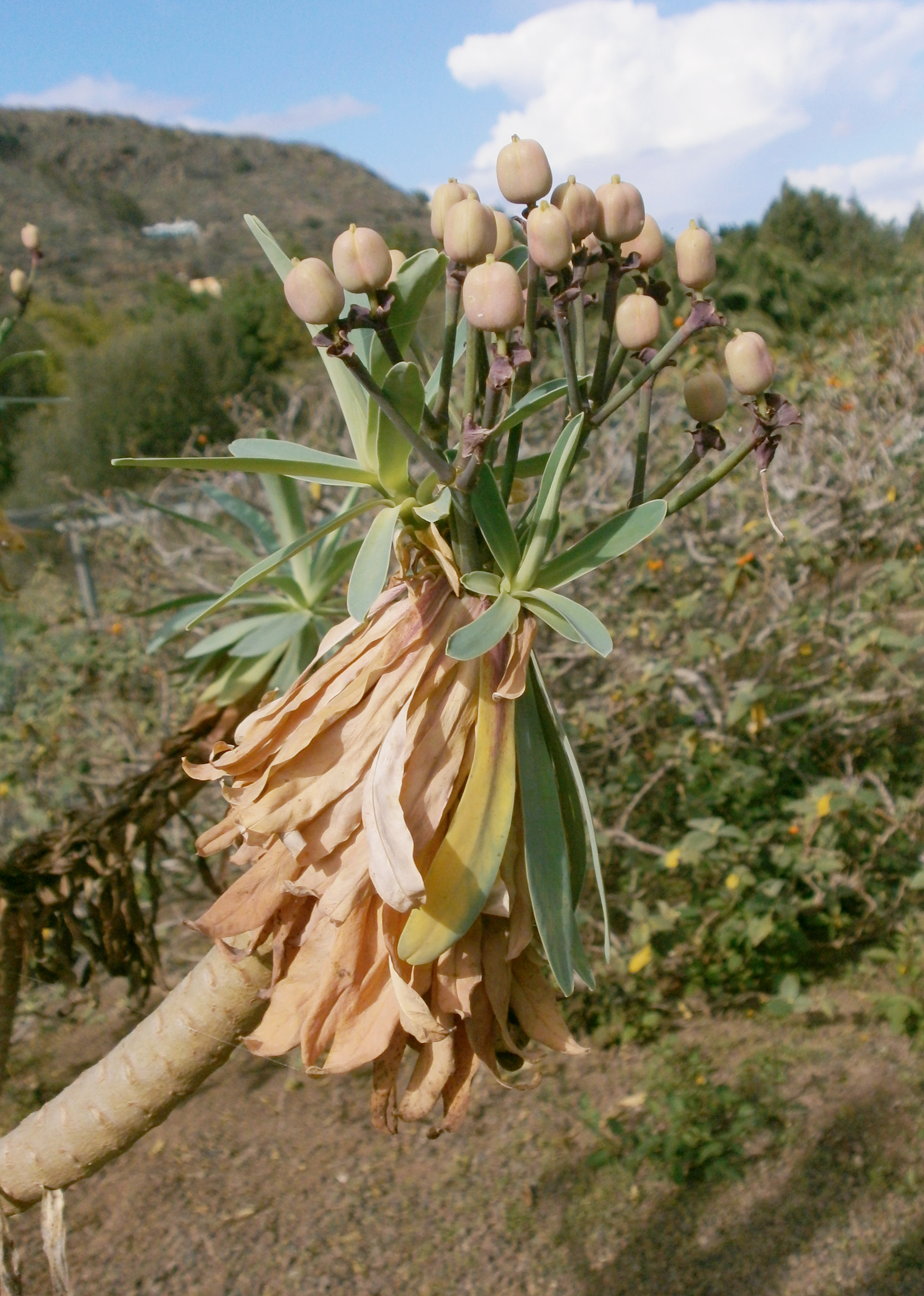